# Chrysocorythus
Chrysocorythus is een geslacht van zangvogels uit de vinkachtigen (Fringillidae). Het geslacht kent twee soorten:.
- Chrysocorythus estherae  – Indonesische kanarie
- Chrysocorythus mindanensis  – Mindanaokanarie